# Глубокое (Одесская область)
Глубо́кое (укр. Глибоке) — село, относится к Татарбунарскому району Одесской области Украины.
Население по переписи 2001 года составляло 1232 человека. Почтовый индекс — 68113. Телефонный код — 4844. Занимает площадь 1,57 км². Код КОАТУУ — 5125081401.
Село Глубокое находится в Татарбунарском районе, в 13 километрах южнее районного центра, раскинувшись на западном берегу озера Сасик. Более 70 % населения села молдаване.

## История
Официальной датой основания Глубокого считается 1822 год, когда сюда согласно программе по освоению Бессарабии прибыли болгарские колонисты. Они назвали колонию Эскиполос («старое поселение») в честь села, из которого прибыли. Такое название сохранялось до 1947 года, когда было изменено на Глубокое.
История села начинается гораздо раньше 1822 года. В 1-2 столетиях здесь проходила граница владений Римской империи. Чуть севернее села сохранились фрагменты римских Траяновых валов, которые потом в оборонных целях использовали славяне-анты.
Известно, что в 18 веке на месте Глубокого находился татарский аул Бюк Джонсут, а в 1800 году здесь значится селение Сасмонд. После русско-турецкой войны 1806-12 годов и перехода Буджака (Бессарабии) под власть России, турецкое селение сменил казацкий хутор. И уже в 1822 году ведёт отсчёт болгарская колония Эскиполос. Впрочем, болгарского населения с Глубоком практически не осталось. Сказалось то, что в 1856-73 и в 1918-40 годах село находилось в составе Румынии. Болгары покинули Эскиполось ещё в начале первого румынского периода, вместо них поселились молдаване и буджакские казаки украинского происхождения.
В 1945 г. Указом ПВС УССР село Ескиполос переименовано в Глубокое.

## Достопримечательности
В Глубоком находится казацкое кладбище с характерными каменными крестами на могилах. Оно расположено на обрывистом берегу озера и поэтому есть риск того, что уникальные кресты обрушатся в воду. Свято-Михайловская церковь в Глубоком, построенная в 1862 году, восстановлена из руин после советского периода. У Траяновых валов находится памятный знак с информационным стендом и картой.

## Местный совет
68113, Одесская обл., Татарбунарский р-н, с. Глубокое, ул. Ленина, 65.